# Патрик Нес
Патрик Нес (на английски: Patrick Ness) е американско-британски журналист, преподавател и писател на бестселъри в жанра фентъзи, хорър и юношеска литература.

## Биография и творчество
Патрик Нес е роден на 17 октомври 1971 г. във Форт Белвар, Вирджиния, САЩ, където баща му е строеви сержант. Малко след раждането му семейството се мести в Хавай, а когато е на 6 години се мести в предградията на щата Вашингтон, където остава 10 години. След преместването им в Лос Анджелис, завършва с бакалавърска степен английска литература в Университета на Южна Калифорния.
След дипломирането си работи като корпоративен писател за кабелна компания. Публикува първия си разказ в списание „Жанр“ през 1997 г.
През 1999 г. се премества да живее в Лондон, Англия, а от 2005 г. има и британско гражданство. Сключва граждански брак с партньора си през 2006 г., по-малко от 2 месеца след влизане на закона за гражданското партньорство в сила.
В Англия преподава творческо писане в Оксфорд в продължение на 3 години. Пише литературна критика за „Дейли Телеграф“, „Гардиън“, литературното приложение на „Таймс“, и др. Бил е научен сътрудник на Кралския литературен фонд.
Преди преместването си в Англия започва да пише първия си роман за възрастни „The Crash of Hennington“. Той е публикуван през 2003 г. Следващата година е издаден сборникът му с разкази „Topics About Which I Know Nothing“. След тези произведения се насочва към жанра на фентъзито и юношеската литература.
През 2008 г. излиза първата му книга „Не пускай ножа“ от фентъзи хорър поредицата за юноши „Живият хаос“. Романът печели годишната награда „Гардиан“ за юношеска литература и прави писателя известен. Главен герой в поредицата е младият Тод Хюит, който заедно с приятелката си Виола, се бори срещу Кмета Прентис и ужасяващи противници. Следват „Въпросът и възражението“ и „Чудовищата на войната“, които бързо стават бестселъри. „Чудовищата на войната“ печели наградата „Карнеги“.
През 2011 г. е публикуван фентъзи романа му „Часът на чудовището“. Той е написан по оригиналната идея на писателката Шибон Дауд, починала от рак на гърдата през август 2007 г. Романът печели две награди „Карнеги“ и наградата „Кейт Грийнуей“ за илюстрациите на Джим Кей, ставайки първата книга, получила и двете награди. Екранизиран е във филма „A Monster Calls“ с участието на Лиъм Нийсън, Сигорни Уивър и Фелисити Джоунс.
Патрик Нес живее в Лондон. Той е хомосексуален.

## Произведения

### Самостоятелни романи
- The Crash of Hennington (2003)
Спасението на Хенингтън, изд. „Студио Арт Лайн“ (2018), прев. Златка Миронова
- A Monster Calls (2011) – награда „Карнеги“
Часът на чудовището, изд. „Студио Арт Лайн“ (2012), прев. Златка Паскалева
- The Crane Wife (2013)
Жената жерав, изд. „Студио Арт Лайн“ (2013), прев. Златка Паскалева
- More Than This (2013)
Освен този живот, изд. „Студио Арт Лайн“ (2015), прев. Златка Паскалева
- The Rest of Us Just Live Here (2015)
Ние, останалите, просто живеем тук, изд. „Студио Арт Лайн“ (2015), прев. Златка Паскалева
- Release (2017)
- And the Ocean Was Our Sky (2018)

### Серия „Живият хаос“ (Chaos Walking)
1. The Knife of Never Letting Go (2008) – награда „Гардиан“ за юношеска литература
Не пускай ножа, изд. „Студио Арт Лайн“ (2011), прев. Златка Паскалева
2. The Ask and the Answer (2009) – награда „Коста“ за юношеска литература
Въпросът и възражението, изд. „Студио Арт Лайн“ (2011), прев. Златка Паскалева
3. Monsters of Men (2009) – награда „Карнеги“
Чудовищата на войната, изд. „Студио Арт Лайн“ (2011), прев. Златка Паскалева
4. The New World (2009)
5. The Wide, Wide Sea (2018)

### Участие в общи серии с други писатели

#### Серия „Доктор Кой петдесетата годишнина E-късометражно кино“ (Doctor Who 50th Anniversary E-Shorts)
5. Tip Of The Tongue (2013)
- Doctor Who 50th Anniversary Anthology (2013)

от серията има още 5 романа от различни автори

### Сборници
- Topics About Which I Know Nothing (2004)
- Doctor Who: 12 Doctors 12 Stories (2014) – с Холи Блек, Мелъри Блекман, Еоин Колфър, Нийл Геймън, Чарли Хигсън, Дерек Ланди, Ришел Мийд, Филип Рийв, Майкъл Скот Роан, Алекс Скароу, Майкъл Скот, Маркъс Седжуик, и други

### Екранизации
- 2016 A Monster Calls